# Игишев, Георгий Иванович
Игишев Георгий Иванович (1 октября 1921, Акмолинск, Киргизская АССР — 8 июля 1943, Поныровский район, Курская область) — участник Великой Отечественной войны, командир батареи истребительно-противотанкового артиллерийского полка 3-й истребительной бригады 2-й истребительной дивизии Центрального фронта, капитан. Герой Советского Союза.

## Биография
Родился 1 октября 1921 года в городе Акмолинске (ныне — Астана) в семье служащих. Русский.
Окончил среднюю школу № 55 в городе Алма-Ата.
В Красной армии с 1940 года. Службу проходил в гаубичном артиллерийском полку.
Начало Великой Отечественной войны он встретил командиром артиллерийского расчёта, был направлен на учёбу. В 1941 году окончил ускоренный курс 1-го Московского военного артиллерийского училища имени Красина. Член ВКП(б) с 1942 года.
Участник Великой Отечественной войны с ноября 1941 года. Сражался под Москвой — в декабре 1941 года в составе 20-й армии участвовал в контрнаступлении, освобождал сёла и посёлки Московской области. 20 декабря 1941 года в бою за город Волоколамск лейтенант Игишев был тяжело ранен и длительное время находился в госпитале.
После выздоровления старший лейтенант Игишев был направлен в запасной полк для обучения артиллеристов, но уже летом 1942 года стал командовать артиллерийской батареей противотанкового артиллерийского полка 3-й истребительной бригады.

### Подвиг
В начале июля 1943 года батарея капитана Игишева, входившая в состав 3-й истребительно-противотанковой артиллерийской бригады, занимала оборону в районе села Самодуровка (ныне село Игишево) Поныровского района Курской области и готовилась к предстоящим боям. В течение 6—8 июля 1943 года в районе села Самодуровка батарея ежедневно отражала по нескольку танковых атак, уничтожив 19 вражеских машин. 8 июля, когда орудия вышли из строя, автоматчики и артиллеристы во главе с Игишевым в рукопашной схватке отстояли огневую позицию и обороняемый рубеж. В этом бою Игишев погиб.
Был похоронен в братской могиле в селе Игишево.

## Память
- Село Самодуровка Поныровского района Курской области было переименовано в село Игишево.
- Имя Героя носила пионерская дружина школы в этом селе[2].
- Именем Игишева названа улица в Алма-Ате в микрорайоне Горный гигант и средняя школа № 55.
- Приказом Министра обороны СССР Г. И. Игишев навечно зачислен в списки личного состава воинской части.
- На Тепловских высотах, где насмерть стояли артиллеристы, на постаменте 17-метрового обелиска установлена 76-мм пушка[3].

На постаменте высечены слова:

«Вечная слава героям-артиллеристам, павшим 7-12 июля 1943 года в боях с немецко-фашистскими захватчиками в районе села Тёплое».

По верхнему краю постамента начертано:

«Ваш подвиг бессмертен. Товарищ! Склони голову перед павшим за Родину».

## Награды
- Указом Президиума Верховного Совета СССР от 7 августа 1943 года за образцовое выполнение боевых заданий командования на фронте борьбы с немецко-фашистскими захватчиками и проявленные при этом мужество и героизм капитану Георгию Ивановичу Игишеву было посмертно присвоено звание Героя Советского Союза.
- Награждён орденами Ленина и Красной Звезды, а также медалями.